# Payerův ostrov
Payerův ostrov (rusky oстров Пайера) je arktický ostrov v souostroví Země Františka Josefa v Severním ledovém oceánu. Nachází se na severu centrální části souostroví zvané Zichyho země. Jeho rozloha je 160 km² a nejvyšší bod dosahuje výšky 451 m n. m. Většinu ostrova pokrývá ledovcový příkrov. Pojmenován byl po rakousko-uherském polárníkovi Juliu Payerovi původem z Teplic. Ten byl spolu s Carlem Weyprechtem vedoucím rakousko-uherské severopolární expedice, která v roce 1873 objevila Zemi Františka Josefa.

## Sousední malé ostrovy
- V blízkosti východního mysu se nachází malý Stoličkův ostrov (Остров Столичка) pojmenovaný Payerovou expedicí po českém paleontologovi Ferdinandu Stoličkovi. Je významným hnízdištěm ptáků (např. alkounů malých) a místem výskytu mrožů ledních.[3]
- V průlivu mezi Payerovým a Stoličkovým ostrovem se nachází ostrůvek Apollo s průměrem asi 500 m.